# Corridoio meridionale del gas

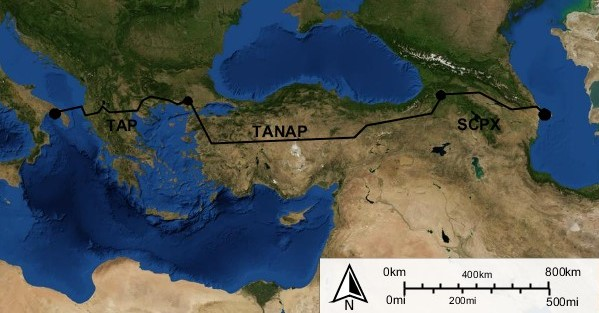
La disposizione dei diversi gasdotti nel Corridoio meridionale del gas

Il Corridoio meridionale del gas (SGC) è una delle iniziative della Commissione europea, in seno alle reti energetiche trans-europee (TEN-E), per aumentare la sicurezza delle forniture di gas verso l'Europa, riducendo la dipendenza della Russia come fornitore di gas ed escludendo l'Ucraina come transito del gas. 
Le tre principali infrastrutture dell'iniziativa sono:
- Il gasdotto del Caucaso meridionale (South Caucasus Pipeline) chiamato anche Baku-Tbilisi-Erzurum
- Il gasdotto Trans-Anatolico in Turchia
- Il gasdotto Trans-Adriatico, in Europa[1][2]

Per una lunghezza totale è di circa 3.500 chilometri. Il costo indicativo per l'aumento della capacità del primo gasdotto e per la realizzazione dei due successivi fu indicativamente 45 miliardi di dollari.
I lavori della Commissione iniziarono nel 2008 e l'erogazione del gas iniziò ad ottobre 2020.

## Storia
Reti energetiche trans-europee (TEN-E) sono definite come una delle tre classi costituenti le reti trans-europee (TEN), previste dall'Unione europea con l'articolo 129b titolo XII del Trattato di Maastricht del 1992, la cui classe più nota sono le Reti transeuropee dei trasporti. Il Trattato ha l'obiettivo di creare un mercato interno europeo e di sviluppare la coesione economica e sociale, e tale mercato unico, con libertà di movimento per beni, persone e servizi, necessita di infrastrutture efficienti e moderne. 
L'Unione europea dipende dagli altri Stati che forniscono fonti di energia e, al 2018, circa il 54% del consumo interno lordo di energia dell'UE proveniva da fonti importate. In tali anni la Russia era divenuta la principale fornitrice di gas naturale, di combustibili solidi e di petrolio greggio per l'Unione Europea, andando a sostituire le risorse mancanti causate dal progressivo esaurimento dei giacimenti di gas naturale nel mare del Nord.
La vicinanza della Russia con i paesi di transito era motivo di preoccupazione per quanto riguarda la dipendenza dalle importazioni del Paese. Un'iniziativa fu proposta durante la comunicazione della Commissione europea "Secondo riesame strategico della politica energetica - piano di azione dell'UE per la sicurezza energetica e la solidarietà" (COM / 2008/781). L'Unione europea individuò una serie di stati partner per questa iniziativa, fra cui Azerbaigian, Turchia, Georgia, Turkmenistan, Kazakistan, Iraq, Egitto e paesi del Mashrek. Uzbekistan e Iran in grado di rappresentare, quando l'ambiente politico lo consentirà, un'ulteriore fonte di approvvigionamento per l'Unione europea.
Si tennero diverse conferenze intorno al progetto. L'8 maggio 2009 si è tenuto a Praga il summit "Corridoio meridionale del gas - Nuova Via della seta". Nel 2015, una conferenza su questo tema ebbe luogo presso l'Università di Houston, in Texas. I paesi rappresentati alla conferenza erano Stati Uniti, Azerbaigian, Turchia, Grecia e Italia.
La quarta riunione dei ministri all'Interno del Consiglio consultivo del Corridoio meridionale del gas si svolse presso il Centro culturale Heydər Əliyev di Baku il 15 febbraio 2018 con la partecipazione del presidente dell'Azerbaigian, İlham Əliyev. Albania e Azerbaigian concordarono di costituire una nuova società per creare il progetto del gasdotto Ionico - Adriatico (IAP).

## Finanziamento
Nel 2016, la Banca asiatica di sviluppo e il governo dell'Azerbaigian firmarono un contratto di finanziamento per un prestito di 600 milioni di dollari, diretto alla seconda fase di sviluppo del giacimento "Shah Deniz".
La Banca Mondiale (BM), sulla base di un accordo di prestito e garanzia firmato il 16 gennaio 2017, investì 400 milioni di dollari in Azerbaigian per una durata di 30 anni. La BM assegnò un prestito simile alla Turchia; i prestiti furonodestinati alla costruzione del gasdotto Trans-Anatolico. Nel mese di ottobre dello stesso anno, la Banca europea per la ricostruzione e lo sviluppo fornì un prestito di 500 milioni di dollari per la costruzione del gasdotto TANAP.
Nel febbraio 2018 la Banca europea per la ricostruzione e lo sviluppo, nell'ambito del Corridoio meridionale del gas, annunciò un prestito di 60 milioni di euro per la costruzione del gasdotto BRUA (Romania, Bulgaria, Ungheria e Austria).
Nel marzo del 2018 i governi dell'Azerbaigian e della Germania concordarono una garanzia sui prestiti del valore di 1,5 miliardi di dollari per finanziare il Corridoio meridionale del gas. Inoltre, la Banca europea per gli investimenti annunciò un prestito di 932 milioni di euro per la costruzione del gasdotto TANAP.

## Descrizione tecnica

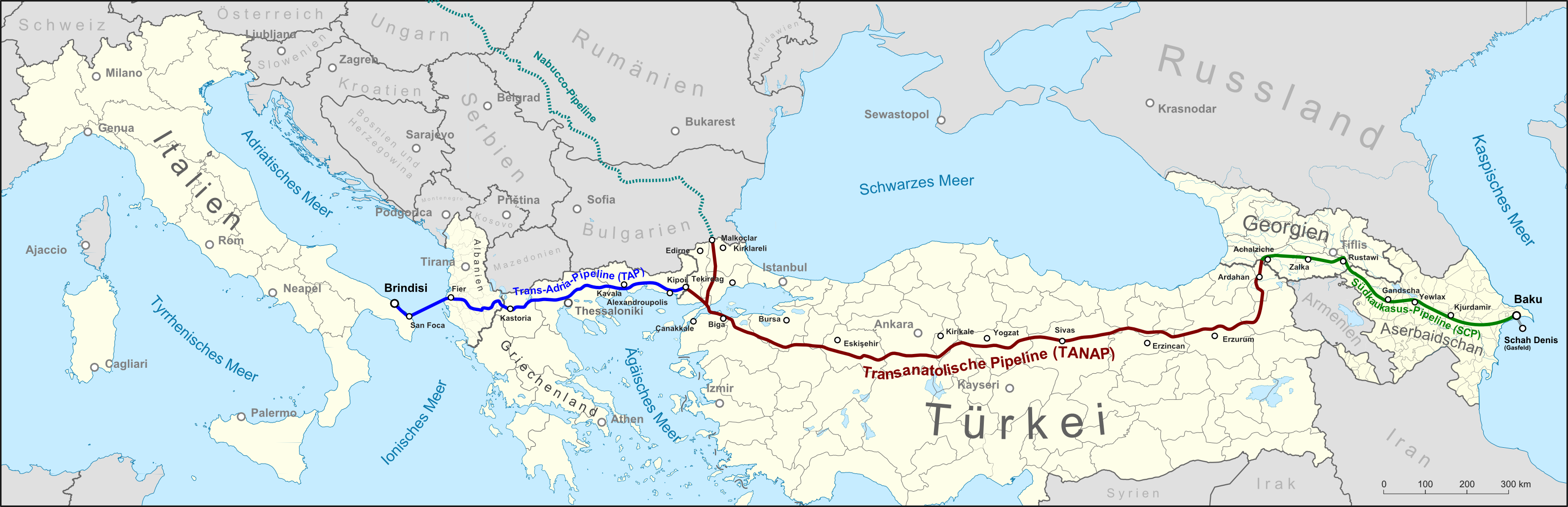

Nel programma Reti ed energia trans europee (TEN-E), l'Unione europea designò tre dei gasdotti d'importanza strategica (ITGI, Nabucco e White Stream).
Anche il Gasdotto Trans-Adriatico fu identificato come un progetto del Corridoio meridionale. Era previsto che i progetti del Corridoio meridionale potessero fornire la capacità di trasporto necessaria per consegnare 60-120 miliardi di metri cubi all'anno di gas caspico e d'Asia centrale direttamente in Europa.
Il corridoio è costituito da tre tratte principali passanti per la Georgia, la Turchia, la Grecia, l'Albania e l'Italia:
- L'estensione del gasdotto di Caucaso meridionale (SCPx) attraverso l'Azerbaigian e la Georgia;
- Il gasdotto Trans-Anatolico (TANAP) attraverso la Turchia;
- Il Gasdotto Trans-Adriatico (TAP) attraverso la Grecia, l'Albania e l'Italia.

La combinazione di questi gasdotti è lunga quasi 3.500 chilometri (2.200 mi). Il costo totale per la loro realizzazione o espansione è circa 45 miliardi di dollari.
Vi sono altri progetti che rientrano nel quadro del SGC:
- Lo sviluppo del giacimento Shah Deniz 2 nel Mar Caspio;
- L'espansione della rete di trasporto del gas in Italia;
- L'espansione dell'impianto di lavorazione al Terminal di Sangachal.

A questi si affianca la realizzazione gasdotto BRUA (Romania, Bulgaria, Ungheria e Austria), il quale ha iniziato ad erogare gas in a giugno 2023 e che si collega alla sezione terminale del gasdotto TANAP attraverso la Bulgaria.
Le riserve al 2018 sono circa 1,2 trilioni di metri cubi di gas e 2,2 miliardi di barili di condensato.